# Radost ze života
Radost ze života byla kulturně-osvětová organizace, která působila na území Protektorátu Čechy a Morava přibližně mezi roky 1940–1942, fakticky zanikla v roce 1943. Byla podřízena jedinému oficiálnímu politickému hnutí – Národnímu souručenství. 

## Cíle organizace Radost ze života
Cíle Radosti ze života shrnul v roce 1940 v časopisu Pestrý týden její vedoucí tajemník Václav Majer: 
„Radost ze života je vedena snahou, umožniti i těm sociálně nejslabším příslušníkům našeho národa všechny zdroje poučení, radosti, osvěžení i zábavy, jež až dosud byly těmto vrstvám těžko přístupny. Má proto Radost ze života nejen velké poslání lidovýchovné, ale i sociální. … V ústředí Radosti ze života je provedena účelná dělba práce tím, že celková činnost byla rozdělena do čtyř pracovních odborů, a sice do odboru a) Česká rodina, b) Zdravý národ, c) Radost z práce, d) Volná chvíle.“

## Činnost RZŽ
Radost ze života se zabývala širokým spektrem aktivit, jejichž společným rysem bylo organizování volného času jeho členů a důraz na sociálně-třídní rovnost. Organizovala hromadné pobyty zaměstnanců v rekreačních táborech a výlety venkovských obyvatel do Prahy (akce Každý Čech jednou v Praze), zajišťovala kurzy plavání a provoz pojízdných knihoven či přispívala na zakládání zahrádkářských kolonií. Dále se podílela na akci Divadlo všem, v rámci které šlo o prodej lístků na divadelní představení předních scén za jednotnou cenu a v zalepených obálkách, čímž se mělo odstranit sociálně-třídní rozvrstvení publika v jednotlivých řadách hlediště.
Podobně jako Národní souručenství, i Radost ze života nebyla aktivistickou organizací. Cílem jejích zakladatelů (mj. státní prezident Emil Hácha) bylo využití formálně deklarované kulturní autonomie českého národa v rámci německé říše. Po Heydrichově nástupu do funkce zastupujícího říšského protektora, zatčení a pozdější popravě předsedy vlády Aloise Eliáše a ustavení mocného Ministerstva školství a lidové osvěty vedeného Emanuelem Moravcem se aktivita NS, RZŽ a podobných organizací utlumila a na jejich místo nastoupily více či méně kolaborující spolky typu Česká liga proti bolševismu, Svaz pro spolupráci s Němci nebo Kuratorium pro výchovu mládeže v Čechách a na Moravě.

## Tiskový orgán
Oficiálním zpravodajem RZŽ byl nejlepší prvorepublikový ilustrovaný časopis Pestrý týden.